# U-59 (tàu ngầm Đức) (1938)
U-59 là một tàu ngầm duyên hải  Lớp Type II thuộc phân lớp Type IIC được Hải quân Đức Quốc Xã chế tạo trước Chiến tranh Thế giới thứ hai. Những tàu ngầm Type II vốn quá nhỏ để có thể tiến hành các chiến dịch cách xa căn cứ nhà, nên U-59 đã đảm nhiệm vai trò tàu huấn luyện tại các trường tàu ngầm Đức. Được huy động do tình trạng thiếu hụt tàu ngầm sau khi xung đột bùng nổ, nó thực hiện được mười ba chuyến tuần tra tại Bắc Hải và chung quanh quần đảo Anh, đánh chìm 17 tàu buôn cùng hai tàu chiến phụ trợ với tổng tải trọng 44.994 tấn, trước khi quay trở lại vai trò huấn luyện tại vùng biển Baltic. U-59 cuối cùng bị đánh đắm tại Kiel trong kế hoạch Regenbogen vào tháng 5, 1945.

## Thiết kế và chế tạo
Phân lớp Type IIC là một phiên bản lớn hơn của Type IIB dẫn trước. Chúng có trọng lượng choán nước 291 t (286 tấn Anh) khi nổi và 341 t (336 tấn Anh) khi lặn); tuy nhiên tải trọng tiêu chuẩn được công bố chỉ có 250 tấn Anh (254 t). Chúng có chiều dài chung 43,90 m (144 ft 0 in), lớp vỏ trong chịu áp lực dài 29,60 m (97 ft 1 in), mạn tàu rộng 4,08 m (13 ft 5 in), chiều cao 8,40 m (27 ft 7 in) và mớn nước 3,82 m (12 ft 6 in).
Chúng trang bị hai động cơ diesel MWM RS 127 S 6-xy lanh 4 thì công suất 700 mã lực mét (510 kW; 690 shp) để đi đường trường và hai động cơ/máy phát điện Siemens-Schuckert PG VV 322/36 tổng công suất 460 mã lực mét (340 kW; 450 shp) để lặn, hai trục chân vịt và hai chân vịt đường kính 0,85 m (3 ft). Các con tàu có thể lặn đến độ sâu 80–150 m (260–490 ft). Chúng đạt được tốc độ tối đa 12 kn (22 km/h) trên mặt nước và 7 kn (13 km/h) khi lặn,  với tầm hoạt động tối đa 3.800 nmi (7.000 km) khi đi tốc độ đường trường 8 kn (15 km/h), và 35–42 nmi (65–78 km) ở tốc độ 4 kn (7,4 km/h) khi lặn.
Vũ khí trang bị bao gồm ba ống phóng ngư lôi 53,3 cm (21 in) trước mũi, mang theo tổng cộng năm quả ngư lôi hoặc cho đến 12 quả thủy lôi TMA. Một pháo phòng không 2 cm (0,79 in) cũng được trang bị trên boong tàu. Thủy thủ đoàn bao gồm 25 sĩ quan và thủy thủ.
U-59 được đặt hàng vào ngày 17 tháng 6, 1937. Nó được đặt lườn tại xưởng tàu của hãng Deutsche Werke tại Kiel vào ngày 5 tháng 10, 1937, hạ thủy vào ngày 12 tháng 10, 1938, và nhập biên chế cùng Hải quân Đức Quốc Xã vào ngày 4 tháng 3, 1939 dưới quyền chỉ huy của Hạm trưởng, Trung úy Hải quân Harald Jürst.

## Lịch sử hoạt động

### 1939
U-59 đã đảm nhiệm vai trò tàu huấn luyện tại các trường tàu ngầm Đức. Được huy động do tình trạng thiếu hụt tàu ngầm sau khi xung đột bùng nổ, nó thực hiện được mười ba chuyến tuần tra tại khu vực Bắc Hải và chung quanh quần đảo Anh. Nó đã đánh chìm 17 tàu buôn tổng tải trọng 34.130 gross register tons (GRT) và hai tàu tàu chiến phụ trợ tải trọng 864 GRT, cùng gây hư hại cho một tàu chở dầu và một tàu buôn khác bị tổn thất toàn bộ.

#### Chuyến tuần tra thứ nhất và thứ hai
U-59 xuất phát từ Helgoland vào ngày 29 tháng 8 cho chuyến tuần tra đầu tiên tại Bắc Hải ngay cả khi Thế Chiến II chưa chính thức nổ ra; nó đi đến Kiel vào ngày 11 tháng 9 mà không bắt gặp mục tiêu nào. Trong chuyến tuần tra thứ hai, nó đã đánh chìm tàu đánh cá Anh Lynx II ở vị trí về phía Tây quần đảo Shetland vào ngày 28 tháng 10, rồi chiếc tàu Anh St. Nidian cùng ngày hôm đó, và chiếc HMS Northern Rover vào ngày 30 tháng 10.

#### Chuyến tuần tra thứ ba và thứ tư
Chuyến tuần tra thứ ba của U-59 không đem lại kết quả nào. Nó khởi hành từ Wilhelmshaven vào ngày 14 tháng 12 cho chuyến tuần tra thứ tư, và chỉ hai ngày sau đó đã lần lượt đánh chìm chiếc tàu buôn Thụy Điển Lister ở vị trí 130 nmi (240 km) ngoài khơi Newcastle, rồi đến chiếc tàu buôn Na Uy Glitfriejell ở vị trí 75 nmi (139 km) ngoài khơi St Abbs, Scotland. Chỉ một ngày sau đó nó lại đánh chìm chiếc tàu buôn Đan Mạch Bogø ở vị trí 75 nmi (139 km) về phía Đông đảo May. U-59 kết thúc chuyến tuần tra và quay trở về căn cứ Kiel.

### 1940

#### Chuyến tuần tra thứ năm và thứ sáu
Xuất phát từ Kiel vào ngày 14 tháng 1, 1940, U-59 không thành công trong chuyến tuần tra thứ năm và về đến Wilhelmshaven vào ngày 22 tháng 1. Trong chuyến tiếp theo dọc bờ biển phía Đông quần đảo Anh, nó đánh chìm chiếc tàu buôn Anh vào ngày 1 tháng 2, và các tàu buôn Anh Creofield và Portlet một ngày sau đó.

#### Chuyến tuần tra thứ bảy và thứ tám
Chuyến tuần tra thứ bảy không đem lại kết quả, nhưng trong chuyến tiếp theo là chuyến tuần tra dài nhất đến 38 ngày, U-59 đánh chìm tàu buôn Na Uy Navarra vào ngày 6 tháng 4. Nó bị một tàu ngầm tấn công vào ngày 5 tháng 5, khi một quả ngư lôi băng qua cách đuôi tàu 100 mét. Nó kết thúc chuyến tuần tra và quay trở về căn cứ Kiel vào ngày 7 tháng 5.

#### Chuyến tuần tra thứ chín
U-59 đã phóng ngư lôi đánh chìm tàu buôn Thụy Điển Sigyn vào ngày 1 tháng 8, ở vị trí về phía Tây Oban ở bờ biển phía Tây Scotland. Sau chuyến tuần tra này, U-59 chuyển căn cứ đến Bergen, Na Uy vừa bị chiếm đóng, đến nơi vào ngày 4 tháng 8.

#### Chuyến tuần tra thứ mười
Trong chuyến tuần tra thứ mười, U-59 chuyển căn cứ từ Bergen đến căn cứ vừa mới chiếm được tại cảng Lorient, bên bờ biển Đại Tây Dương của Pháp. Trên đường đi, nó phóng ngư lôi đánh chìm tàu buôn Anh Betty (2.339 tấn) ở vị trí 35 nmi (65 km) về phía Tây đảo Tory, Ireland vào ngày 14 tháng 8.

#### Chuyến tuần tra thứ mười một, mười hai và mười ba
Trong chuyến tuần tra thứ mười một, vào ngày 30 tháng 8, U-59 đã phóng ngư lôi tấn công và gây hư hại cho hai chiếc San Gabriel (4.943 tấn) và Anadara (8.009 tấn) ở vị trí về phía Tây Scotland. Sau chuyến tuần tra thứ mười hai không có kết quả, nó chuyển căn cứ từ Lorient trở lại Bergen; rồi trong chuyến tuần tra cuối cùng, nó đi dọc bờ biển Na Uy để quay về căn cứ Kiel vào ngày 20 tháng 10. 

### 1941 - 1945
Từ tháng 10, 1940, U-59 quay trở lại vai trò huấn luyện tại vùng biển Baltic cho đến hết chiến tranh. Nó được điều về Chi hạm đội U-boat 22 vào ngày 1 tháng 1, 1941. Đến ngày 1 tháng 7, 1944, nó được điều sang Chi hạm đội U-boat 19. Vào giai đoạn kết thúc xung đột, U-59 ngừng hoạt động vào tháng 4, 1945. Theo dự định của kế hoạch Regenbogen, nó bị đánh đắm tại Kiel vào ngày 3 tháng 5, 1945 để tránh lọt vào tay lực lượng Đồng Minh. Xác tàu đắm được trục vớt và tháo dỡ sau chiến tranh.

### Tóm tắt chiến công
U-59 đã đánh chìm 17 tàu buôn tổng tải trọng 34.130 GRT cùng hai tàu chiến phụ trợ 864 GRT, gây tổn thất toàn bộ một tàu buôn 4.943 GRT và gây hư hại một tàu buôn 8.009 GRT
| Ngày              | Tên tàu            | Quốc tịch              | Tải trọng | Số phận            |
| ----------------- | ------------------ | ---------------------- | --------- | ------------------ |
| 28 tháng 10, 1939 | Lynx II            | Anh Quốc               | 250       | Bị đánh chìm       |
| 28 tháng 10, 1939 | St. Nidian         | Anh Quốc               | 565       | Bị đánh chìm       |
| 30 tháng 10, 1939 | HMS Northern Rover | Hải quân Hoàng gia Anh | 655       | Bị đánh chìm       |
| 6 tháng 12, 1939  | HMS Washington     | Hải quân Hoàng gia Anh | 209       | Bị đánh chìm (mìn) |
| 12 tháng 12, 1939 | Marwick Head       | Anh Quốc               | 496       | Bị đánh chìm (mìn) |
| 16 tháng 12, 1939 | Glitrefjell        | Na Uy                  | 1.568     | Bị đánh chìm       |
| 16 tháng 12, 1939 | Lister             | Thụy Điển              | 1.366     | Bị đánh chìm       |
| 17 tháng 12, 1939 | Bogø               | Đan Mạch               | 1.214     | Bị đánh chìm       |
| 17 tháng 12, 1939 | Jaegersborg        | Đan Mạch               | 1.245     | Bị đánh chìm       |
| 19 tháng 1, 1940  | Quiberon           | Pháp                   | 1.296     | Bị đánh chìm       |
| 1 tháng 2, 1940   | Ellen M.           | Anh Quốc               | 498       | Bị đánh chìm       |
| 2 tháng 2, 1940   | Creofield          | Anh Quốc               | 838       | Bị đánh chìm       |
| 2 tháng 2, 1940   | Portelet           | Anh Quốc               | 1.064     | Bị đánh chìm       |
| 6 tháng 4, 1940   | Navarra            | Na Uy                  | 2.118     | Bị đánh chìm       |
| 1 tháng 8, 1940   | Sigyn              | Thụy Điển              | 1.981     | Bị đánh chìm       |
| 14 tháng 8, 1940  | Betty              | Anh Quốc               | 2.339     | Bị đánh chìm       |
| 30 tháng 8, 1940  | Anadara            | Anh Quốc               | 8.009     | Bị hư hại          |
| 30 tháng 8, 1940  | San Gabriel        | Hy Lạp                 | 4.943     | Tổn thất toàn bộ   |
| 31 tháng 8, 1940  | Bibury             | Anh Quốc               | 4.616     | Bị đánh chìm       |
| 7 tháng 10, 1940  | Touraine           | Na Uy                  | 5.811     | Bị đánh chìm       |
| 12 tháng 10, 1940 | Pacific Ranger     | Anh Quốc               | 6.865     | Bị đánh chìm       |